# Escrita bassa vah

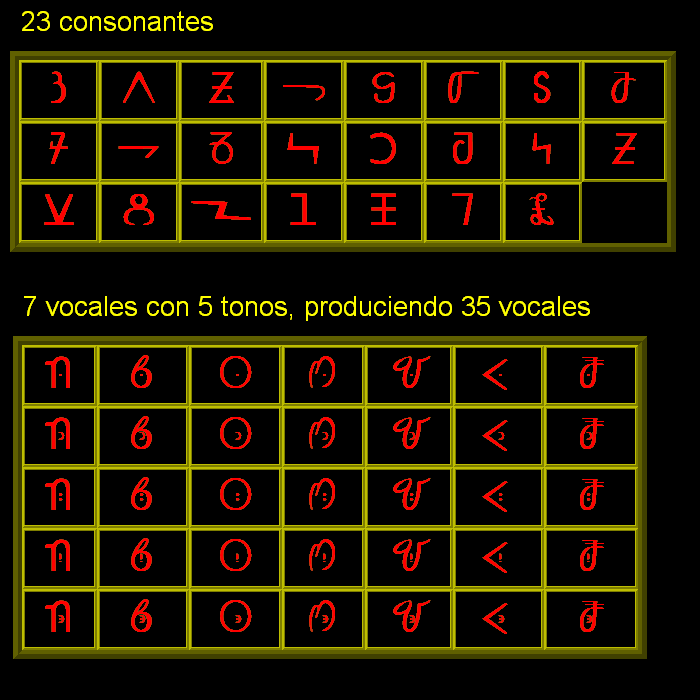
Alfabeto Bassa vah

A escrita Bassa, chamada Bassa vah ou simplesmente simply vah (throwing a sign em língua bassa) é um alfabeto criado para o idioma Bassa da Libéria. Foi popularizado pelo Dr. Thomas Flo Lewis, que incentivou a publicação de limitado material impresso entre 1900 e os anos 1930, a grande maioria nos anos 10 e 10. Acredita-se que alguns dos símbolos sejam baseados em pictogramas Bassa revelados por um ex-escravo. 
Não fica claro que tenha relações com outras escritas da região, mas tipos forma fundidos para imprimir textos da mesma. Uma associação para promover a escrita Bassa Vah foi criada na Libéria em 1959, mas hoje esa escrita já está em completo desuso. Sua criação difere muito do modo como foram criadas escritas por missionários europeus.
O Vahé um alfabeto completo, com 23 consoantes, 7 vogais, 5 diacríticos para tons, os quais ficam “dentro” das vogais. Apresenta também marcas para vírgula e ponto final.